# Прокруст
Прокру́ст (др.-греч. Προκρούστης, досл.: «растягивающий», известен также под именами Дамаст или Полипемон) — персонаж мифов Древней Греции. Сын Посейдона, муж Силеи (дочери Коринфа), отец Синиса. Убит Тесеем в Герме, по дороге из Элевсина в Афины.

## Легенда

Деяния Тесея, центральный фрагмент — убийство Прокруста, ок. 420—410 годов до н. э.

Прокруст был разбойником, который обитал в находящемся в Аттике Коридалле и подстерегал путников на пути между Мегарой и Афинами. Он обманом заманивал путешественников в свой дом, укладывал их на своё ложе и тем, кому оно было коротко, отрубал ноги, а кому было длинно — вытягивал ноги по длине этого ложа. Тесей уложил его на его собственное ложе так, чтобы на ложе оставалась только голова и отрубил её.
От рук Тесея пал и сын Прокруста Синис, который также промышлял грабежами и перенял от отца садистские наклонности.
По некоторым данным, его настоящее имя Полипемон (Πολυπήμων, «причиняющий множество страданий», «вредоносный»), Дамаст (Δαμαστής «одолевающий») либо Прокопт («усекатель»).

## Прокрустово ложе
Выражение «прокрустово ложе» стало крылатым и означает жёсткие границы, в которые желают вогнать что-либо, жертвуя или заставляя жертвовать ради этого чем-нибудь существенным.